# Kjell Magne Bondevik
Kjell Magne Bondevik (Molde, 3 de septiembre de 1947) es un religioso y político noruego. 
Desde 1979 es pastor evangélico luterano, aunque nunca ha ejercido a tiempo completo.
Fue primer ministro de Noruega de 1997 a 2000 y de 2001 a 2005. Pertenece al partido Kristelig Folkeparti ("Partido Popular Cristiano").  Actualmente no tiene ningún cargo político sino que es el presidente del Centro de Oslo para la Paz y Derechos Humanos. 
Kjell Magne Bondevik es miembro del Club de Madrid y miembro Honorario de la Fundación Internacional Raoul Wallenberg.

## Premios y reconocimientos
- Gran Cruz de la Orden del Quetzal de Guatemala.
- Gran Cruz de la Orden de la Cruz de Terra Mariana de Estonia.
- Gran Cruz de la Real Orden Noruega de San Olaf (10/09/2004).
- Gran Cruz de la Orden del Mérito de la República Italiana (20/09/2004).[1]
- Gran Cruz de la Orden del Mérito de Portugal (13/02/2004).
- Doctor honoris causa en:
  - Derecho por la Universidad de Suffolk en Boston (Estados Unidos de América).
  - Política por la Universidad Wonkwang de Seúl (República de Corea).
  - Filosofía por la Universidad Kyung Hee en Seúl (República de Corea).
- Profesor Honorario de la Universidad de Gumilijov en Astaná (Kazajistán).

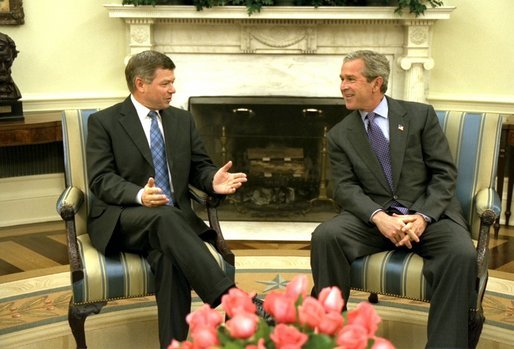
Bondevik & George W. Bush.